# Revija za socijalnu politiku
Revija za socijalnu politiku časopis je Studijskog centra socijalnog rada Pravnog fakulteta Sveučilišta u Zagrebu.

## Povijest
Časopis je počeo izlaziti 1994. godine i izlazi tri puta godišnje: u ožujku, srpnju i studenom.

## Sadržaj
Časopis obrađuje široki raspon pitanja socijalne politike. U njemu se objavljuju radovi o mirovinskim, zdravstvenim, obiteljskim, stambenim, obrazovnim politikama, pitanjima rada, nezaposlenosti, siromaštva, socijalne pomoći te o svim drugim socijalnim problemima i aktualnim društvenim procesima. Uz izvorne radove u časopisu se objavljuju i prevedeni tekstovi, različiti dokumenti, statistički podaci, informacije, prikazi, recenzije i osvrti. Časopis obuhvaća i područja ekonomije, prava, politologije, sociologije, psihologije, socijalne geografije i demografije. Glavni urednik je Zoran Šućur.

## Vanjske poveznice
Mrežna mjesta
- Revija za socijalnu politiku  Arhivirana inačica izvorne stranice od 4. ožujka 2016. (Wayback Machine), mrežni arhiv
- Revija za socijalnu politiku na Hrčku